# Vencelas Dabaya
Vencelas Dabaya Tientcheu (Kumba, Camerún, 28 de abril de 1981) es un deportista francés de origen camerunés que compitió en halterofilia.
Participó en tres Juegos Olímpicos de Verano, entre los años 2004 y 2012, obteniendo una medalla de plata en Pekín 2008, en la categoría de 69 kg, y el quinto lugar en Atenas 2004.
Ganó dos medallas en el Campeonato Mundial de Halterofilia, oro en 2006 y bronce en 2005, y cinco medallas en el Campeonato Europeo de Halterofilia entre los años 2006 y 2012.

## Palmarés internacional
| Representando a Francia |                                 |                   |           |
| Juegos Olímpicos        |                                 |                   |           |
| Año                     | Lugar                           | Medalla           | Categoría |
| 2008                    | Pekín (China)                   | Medalla de plata  | 69 kg     |
| Campeonato Mundial      |                                 |                   |           |
| Año                     | Lugar                           | Medalla           | Categoría |
| 2005                    | Doha (Catar)                    | Medalla de bronce | 69 kg     |
| 2006                    | Santo Domingo (Rep. Dominicana) | Medalla de oro    | 69 kg     |
| Campeonato Europeo      |                                 |                   |           |
| Año                     | Lugar                           | Medalla           | Categoría |
| 2006                    | Władysławowo (Polonia)          | Medalla de plata  | 69 kg     |
| 2007                    | Estrasburgo (Francia)           | Medalla de oro    | 69 kg     |
| 2008                    | Lignano Sabbiadoro (Italia)     | Medalla de plata  | 69 kg     |
| 2009                    | Bucarest (Rumania)              | Medalla de plata  | 69 kg     |
| 2012                    | Antalya (Turquía)               | Medalla de plata  | 69 kg     |